# Industrie und Glück

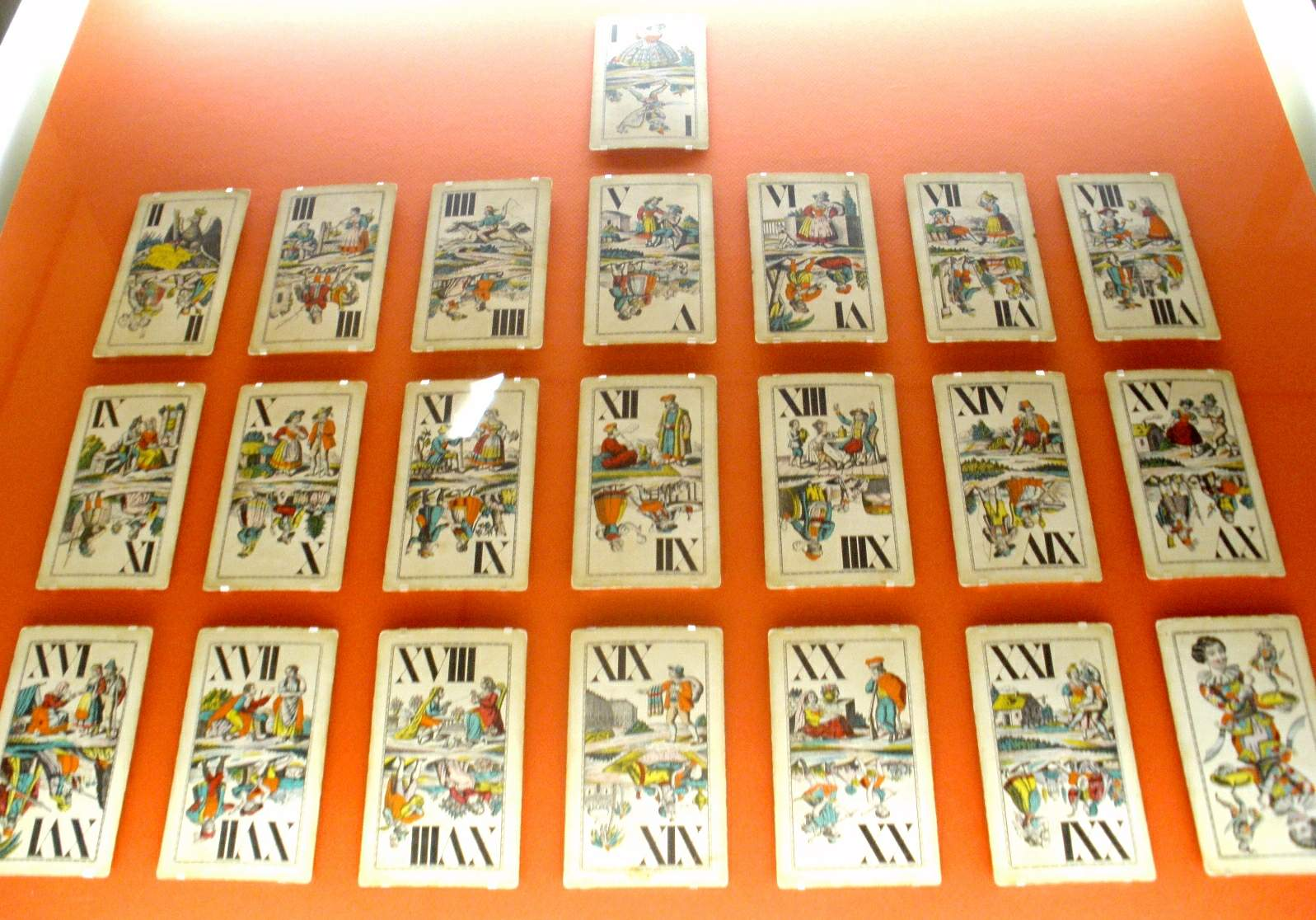
Cartes d'atouts d'un jeu de type Industrie und Glück.

Industrie und Glück (allemand : « Industrie et Chance ») est une variété de jeu de cartes destinée au tarot en Europe centrale à partir du XIXe siècle, particulièrement dans l'ancienne Autriche-Hongrie. Il compte 54 cartes, dont 22 atouts. Son nom vient d'une inscription sur la deuxième carte d'atout.

## Composition

### Cartes à points et figures
Les jeux Industrie und Glück font usage de cartes aux enseignes françaises : carreau, cœur, pique et trèfle. Chaque enseigne compte quatre figures : valet, cavalier, dame et roi. Les cartes à points diffèrent suivant les couleurs : les couleurs noires (pique et trèfle) sont représentées par les cartes de 1 à 6, les couleurs rouges (carreau et cœur) par les cartes de 5 à 10. Les cartes n'emploient d'indices en coin pour indiquer leur valeur.

### Atouts
Un paquet Industrie und Glück compte 22 atouts. Le Sküs, nommé d'après l'Excuse du tarot français, est considéré comme 22e et plus fort atout ; malgré son nom, il ne possède pas son pouvoir d'excuse qu'on trouve dans d'autres jeux de tarot. Le plus petit atout est appelé Pagat, d'après son équivalent italien, il Bagatto.
À la différence des jeux de tarocco (en) italiens, qui représentent des thèmes allégoriques, les atouts des jeux Industrie une Glück dépeignent des scènes de genre de la vie rurale. Chaque carte comporte deux scènes différentes, en miroir par rapport à l'horizontale.
Le Sküs mis à part, les atouts sont numérotés en chiffres romains, à la différence d'autres jeux de tarot comme le Tarot nouveau ou le Cego (en).

## Versions
Le jeu se développe au XIXe siècle en Autriche-Hongrie. Après l'effondrement de l'Empire à la suite de la Première Guerre mondiale, il reste la forme la plus commune de tarot en Europe centrale.
Environ sept versions différentes ont existé, mais deux seulement subsistent au XXIe siècle. La plus ancienne se rencontre principalement dans la moitié sud de l'ancien empire (Hongrie, Croatie, Voïvodine et Trieste), l'autre dans la moitié nord (Autriche, Slovénie, République tchèque, Slovaquie, Pologne et Roumanie). On peut également trouver la version du sud là où la version du nord est vendue, mais elle n'est pas très courante.
Les atouts des deux versions partagent beaucoup de dessins, mais certains sont arrangés différemment. Au Nord, le 21e atout est surnommé Mond (« Lune ») car il représente un croissant de lune. C'est une erreur de traduction du terme français « monde », présent sur la carte de tarot le Monde. La version du Sud, fabriquée exclusivement par Modiano (en) et Piatnik, ne représente pas la Lune.
L'inscription sur la 2e carte d'atout varie suivant les langues : Industrie und Glück en allemand, Szerencse fel (« Bonne chance ») en hongrois, etc. La version tchèque ne comporte pas d'inscription.
Une version à 78 cartes a été éditée par Piatnik pour le jeu autrichien Droggn, bien que les joueurs n'en utilisent que 66. Piatnik a également édité une version à 73 cartes dans les années 1930, constituée de 54 cartes à points et figures, et 41 atouts,,,. On pense qu'il s'agirait d'une version perdue de minchiate.
Bien que n'ayant pas été conçue pour la cartomancie, ces cartes ont été utilisées en Argentine vers le milieu du XXe siècle pour des aspects divinatoires.